# توماس ر. سانت جورج
توماس ر. سانت جورج (بالإنجليزية: Thomas R. St. George)‏ (23 نوفمبر 1919 - 29 يوليو 2014)؛ صحفي وروائي أمريكي.